# Trójkąt liczbowy
Trójkąt liczbowy – poglądowy sposób prezentacji kolejnych wyrazów ciągów dwuwymiarowych (z dwiema zmiennymi indeksującymi) postaci:
{\displaystyle F_{n,k}=f(n,k)F_{n-1,k-1}+g(n,k)F_{n-1,k}}
z warunkami brzegowymi:
{\displaystyle {\begin{matrix}F_{n,0}=\alpha \\F_{n,n}=\beta \end{matrix}}\quad {}} gdzie {\displaystyle \alpha ,\beta \in \mathbb {N} .}

## Najpopularniejsze trójkąty liczbowe

### Trójkąt Pascala
przedstawia elementy opisywane przez symbol Newtona o równaniu rekurencyjnym:
{\displaystyle {n \choose k}={n-1 \choose k}+{n-1 \choose k-1}}
z warunkami brzegowymi
{\displaystyle {n \choose 0}=1,\quad {n \choose n}=1}
| {\displaystyle {\begin{matrix}\mathbf {n} /{\mathit {k}}&\ {\mathit {0}}\ &\ {\mathit {1}}\ &{\mathit {2}}&{\mathit {3}}&{\mathit {4}}&{\mathit {5}}&{\mathit {6}}&{\mathit {7}}&\ {\mathit {8}}\ &{\mathit {9}}\\\mathbf {0} &1\\\mathbf {1} &1&1\\\mathbf {2} &1&2&1\\\mathbf {3} &1&3&3&1\\\mathbf {4} &1&4&6&4&1\\\mathbf {5} &1&5&10&10&5&1\\\mathbf {6} &1&6&15&20&15&6&1\\\mathbf {7} &1&7&21&35&35&21&7&1\\\mathbf {8} &1&8&28&56&70&56&28&8&1\\\mathbf {9} &1&9&36&84&126&126&84&36&9&1\end{matrix}}} |

### Trójkąt liczb Stirlinga I rodzaju
przedstawia liczby Stirlinga I rodzaju, opisywane równaniem rekurencyjnym:
{\displaystyle \left[{\begin{matrix}n\\k\end{matrix}}\right]=(n-1)\left[{\begin{matrix}n-1\\k\end{matrix}}\right]+\left[{\begin{matrix}n-1\\k-1\end{matrix}}\right]}
z warunkami początkowymi
{\displaystyle \left[{\begin{matrix}0\\0\end{matrix}}\right]=1,\quad \left[{\begin{matrix}n\\0\end{matrix}}\right]=0,\quad \left[{\begin{matrix}n\\n\end{matrix}}\right]=1}
| {\displaystyle {\begin{matrix}\mathbf {n} /{\mathit {k}}&\ {\mathit {0}}\ &\ {\mathit {1}}\ &{\mathit {2}}&{\mathit {3}}&{\mathit {4}}&{\mathit {5}}&{\mathit {6}}&{\mathit {7}}&{\mathit {8}}&{\mathit {9}}\\\mathbf {0} &1\\\mathbf {1} &0&\ \ \ 1\\\mathbf {2} &0&-1&\ \ \ 1\\\mathbf {3} &0&\ \ \ 2&-3&\ \ \ 1\\\mathbf {4} &0&-6&\ \ \ 11&-6&\ \ \ 1\\\mathbf {5} &0&\ \ \ 24&-50&\ \ \ 35&-10&\ \ \ 1\\\mathbf {6} &0&-120&\ \ \ 274&-225&\ \ \ 85&-15&\ \ \ 1\\\mathbf {7} &0&\ \ \ 720&-1764&\ \ \ 1624&-735&\ \ \ 175&-21&\ \ \ 1\\\mathbf {8} &0&-5040&\ \ \ 13068&-13132&\ \ \ 6769&-1960&\ \ \ 322&-28&\ \ \ 1\\\mathbf {9} &0&\ \ \ 40320&-109584&\ \ \ 118124&-67284&\ \ \ 22449&-4536&\ \ \ 546&-36&1\\\end{matrix}}} |

### Trójkąt liczb Stirlinga II rodzaju
przedstawia liczby Stirlinga II rodzaju, opisywane równaniem rekurencyjnym:
{\displaystyle \left\{{\begin{matrix}n\\k\end{matrix}}\right\}=k\left\{{\begin{matrix}n-1\\k\end{matrix}}\right\}+\left\{{\begin{matrix}n-1\\k-1\end{matrix}}\right\}}
z warunkami brzegowymi
{\displaystyle \left\{{\begin{matrix}0\\0\end{matrix}}\right\}=1,\quad \left\{{\begin{matrix}n\\0\end{matrix}}\right\}=0,\quad \left\{{\begin{matrix}n\\n\end{matrix}}\right\}=1}
| {\displaystyle {\begin{matrix}\mathbf {n} /{\mathit {k}}&\ {\mathit {0}}\ &\ {\mathit {1}}\ &{\mathit {2}}&{\mathit {3}}&{\mathit {4}}&{\mathit {5}}&{\mathit {6}}&{\mathit {7}}&{\mathit {8}}&{\mathit {9}}\\\mathbf {0} &1\\\mathbf {1} &0&1\\\mathbf {2} &0&1&1\\\mathbf {3} &0&1&3&1\\\mathbf {4} &0&1&7&6&1\\\mathbf {5} &0&1&15&25&10&1\\\mathbf {6} &0&1&31&90&65&15&1\\\mathbf {7} &0&1&63&301&350&140&21&1\\\mathbf {8} &0&1&127&966&1701&1050&266&28&1\\\mathbf {9} &0&1&255&3025&7770&6951&2646&462&36&1\end{matrix}}} |

### Trójkąt liczb Eulera I rzędu
przedstawia liczby Eulera I rzędu, postaci:
{\displaystyle \left\langle {\begin{matrix}n\\k\end{matrix}}\right\rangle =(k+1)\left\langle {\begin{matrix}n-1\\k\end{matrix}}\right\rangle +(n-k)\left\langle {\begin{matrix}n-1\\k-1\end{matrix}}\right\rangle }
z warunkami brzegowymi
{\displaystyle \left\langle {\begin{matrix}0\\0\end{matrix}}\right\rangle =1,\quad \left\langle {\begin{matrix}n\\0\end{matrix}}\right\rangle =1,\quad \left\langle {\begin{matrix}n\\n\end{matrix}}\right\rangle =0}
| {\displaystyle {\begin{matrix}\mathbf {n} /{\mathit {k}}&\ {\mathit {0}}\ &\ {\mathit {1}}\ &{\mathit {2}}&{\mathit {3}}&{\mathit {4}}&{\mathit {5}}&{\mathit {6}}&{\mathit {7}}&\ \ {\mathit {8}}\ \ &\ {\mathit {9}}\\\mathbf {0} &1\\\mathbf {1} &1&0\\\mathbf {2} &1&1&0\\\mathbf {3} &1&4&1&0\\\mathbf {4} &1&11&11&1&0\\\mathbf {5} &1&26&66&26&1&0\\\mathbf {6} &1&57&302&302&57&1&0\\\mathbf {7} &1&120&1191&2416&1191&120&1&0\\\mathbf {8} &1&247&4293&15619&15619&4293&247&1&0\\\mathbf {9} &1&502&14608&88234&156190&88234&14608&502&1&0\end{matrix}}} |

### Trójkąt liczb Eulera II rzędu
Przedstawia liczby Eulera II rzędu, postaci:
{\displaystyle \left\langle \!\!\left\langle {\begin{matrix}n\\k\end{matrix}}\right\rangle \!\!\right\rangle =(k+1)\left\langle \!\!\left\langle {\begin{matrix}n-1\\k\end{matrix}}\right\rangle \!\!\right\rangle +(2n-1-k)\left\langle \!\!\left\langle {\begin{matrix}n-1\\k-1\end{matrix}}\right\rangle \!\!\right\rangle }
z warunkami brzegowymi
{\displaystyle \left\langle \!\!\left\langle {\begin{matrix}0\\0\end{matrix}}\right\rangle \!\!\right\rangle =1,\quad \left\langle \!\!\left\langle {\begin{matrix}n\\0\end{matrix}}\right\rangle \!\!\right\rangle =1,\quad \left\langle \!\!\left\langle {\begin{matrix}n\\n\end{matrix}}\right\rangle \!\!\right\rangle =0}
| {\displaystyle {\begin{matrix}\mathbf {n} /{\mathit {k}}&\ {\mathit {0}}\ &\ {\mathit {1}}\ &{\mathit {2}}&{\mathit {3}}&{\mathit {4}}&{\mathit {5}}&{\mathit {6}}&{\mathit {7}}&\ \ {\mathit {8}}\ \ &\ {\mathit {9}}\\\mathbf {0} &1\\\mathbf {1} &1&0\\\mathbf {2} &1&2&0\\\mathbf {3} &1&8&6&0\\\mathbf {4} &1&22&58&24&0\\\mathbf {5} &1&52&328&444&120&0\\\mathbf {6} &1&114&1452&4400&3708&720&0\\\mathbf {7} &1&240&5610&32120&58140&33984&5040&0\\\mathbf {8} &1&494&19950&195800&644020&785304&341136&40320&0\\\mathbf {9} &1&1004&67260&1062500&5765500&12440064&11026296&3733920&362880&0\end{matrix}}} |